# 杜時芳
杜時芳（1519年—？年），字子實，號培亭，四川順慶府南充縣人，民籍。

## 生平
治《詩經》，由國子生中式四川鄉試第四十二名舉人，會試中式第三百六十九名。年三十五歲中式嘉靖三十二年癸丑科第三甲第一百三十九名進士。户部观政，授南直隶华亭知县。

## 家族
曾祖杜成，祖杜思榮，父杜立，母何氏；繼母郝氏。弟聯芳。